# Nîmes Olympique
Nîmes Olympique (sau simplu Nîmes) este un club de fotbal din Nîmes, Franța, care evoluează în Championnat National. Clubul a fost fondat pe 10 aprilie 1937.

## Antrenori
| - Marcel Gebelin (1940–42) - Louis Gabrillargues (1942–46) - René Dedieu (1946–48) - Pierre Pibarot (1948–55) - Kader Firoud (1955–64) - Pierre Pibarot (1964–67) - Marcel Rouvière (1967) - Marcel Tomazover (1967–69) - Kader Firoud (1969–78) - Henri Noël (1978–82) - Pierre Barlaguet (1982–84) - Marcel Domingo (1984–86) - Kristen Nygaard (1986–87) - Jean Sérafin (1987–88) - Bernard Boissier (1988–90) - Daniel Romeo (1990–91) - René Girard (1991–92) - Michel Mézy (1992) - Léonce Lavagne (1992–93) - Michel Mézy (1993) - René Exbrayat (1993–94) - Josip Skoblar (1994) - René Girard (1994) | - Pierre Barlaguet (1994–96) - Pierre Mosca (1996–99) - Serge Delmas (1999-00) - Dominique Bathenay (2000–2001) - Bernard Boissier (2001–02) - François Brisson și Armand Sene (2002–03) - Patrick Champ (2003-03) - Didier Ollé-Nicole (2003–05) - Régis Brouard (2005–07) - Laurent Fournier (2007) - Jean-Luc Vannuchi (2007–08) - Jean-Michel Cavalli (2008–10) - Noël Tosi (2010–2011) - Thierry Froger (2011–2012) - Victor Zvunka (2012-2013) - René Marsiglia (2013-2014) - José Pasqualetti (2014–15) - Bernard Blaquart (2015–20) - Jérôme Arpinon (2020–21) - Pascal Plancque (2021–22) - Nicolas Usaï (2022) - Frédéric Bompard (2022-24) - Adil Hermach (2024-) |

## Palmares
- Ligue 2
  - Campion: 1950
- Championnat National
  - Campion: 1997, 2012
- Coupe de France
  - Vice-campion: 1958, 1961, 1996
- Trophée des Champions
  - Vice-campion: 1971
- Coppa delle Alpi
  - Vice-campion: 1971
- Coupe Drago
  - Vice-campion: 1956
- Coupe Gambardella
  - Campion: 1961, 1966, 1969, 1977